# Пархамович Руслан Вікторович
Руслан Вікторович Пархамович (біл. Руслан Віктаравіч Пархамовіч; нар. 18 липня 1980, Могильов) — білоруський державний діяч. Міністр архітектури та будівництва (2020—2025).

## Біографія
У 2002 році закінчив Могилівський державний технічний університет за спеціальністю «Промислове та цивільне будівництво, бухгалтерський облік, аналіз та аудит», у 2011 році — Академію управління при Президентові Республіки Білорусь за спеціальністю «Державне та місцеве управління». Працював директором ВАТ «Могильовський домобудівний комбінат». З березня 2018 року-заступник голови Могильовського обласного виконавчого комітету.
4 червня 2020 року призначений міністром архітектури та будівництва Білорусі.
У березні 2025 року був звільнений з посади міністра та призначений помічником президента — інспектором у Гомельській області.